# Sonoma cavifrons
Sonoma cavifrons är en skalbaggsart som beskrevs av Thomas Casey 1887. Sonoma cavifrons ingår i släktet Sonoma och familjen kortvingar. Inga underarter finns listade i Catalogue of Life.